# Stanisław Paderewski
Stanisław Paderewski (ur. 1875 w m. Sudyłków, w pow. zasławskim, zm. 18 listopada 1914 w Załężu) – polski inżynier górniczy, porucznik Legionów Polskich.

## Życiorys
Był synem Jana (zm. 1894, administratora majątków ziemskich) i jego drugiej żony Anny z Tańkowskich, przyrodnim bratem Ignacego Jana, pianisty i polityka. Po skończeniu gimnazjum w 1892 wstąpił do szkoły wojskowej w Kijowie. Nie rozwinął kariery w wojsku rosyjskim wobec odmowy przyjęcia do Akademii Sztabu Generalnego w Petersburgu; podjął wówczas studia matematyczne na uniwersytecie kijowskim, działając jednocześnie w polskich organizacjach studenckich. Naukę kontynuował na wydziale górniczym prestiżowej Akademii Górniczej w Leoben w Austrii (1900–1907), gdzie uzyskał dyplom inżyniera górnictwa.  Był członkiem socjalistycznego „Promienia”, udzielał się w czytelni zorganizowanej przez polskich studentów w Leoben. Studia przerwał na pewien czas w związku z wojną rosyjsko-japońską.
Po studiach pracował w wyuczonym zawodzie na Morawach, w Bolesławiu (powiat olkuski), wreszcie w kopalni „Mortimer” w Zagórzu (teren dzisiejszego Sosnowca, Zagłębie Dąbrowskie – powiat będziński). Przez cały czas utrzymywał kontakt z polskim ruchem niepodległościowym i jesienią 1914 wstąpił ochotniczo do Legionów. Został dowódcą 3. kompanii (tzw. rzeszowskiej) VI batalionu. Poległ w bitwie pod Krzywopłotami w czasie szturmu na Załęże, do którego poprowadził swoją kompanię. Kapelan legionowy o. Kosma Lenczowski relacjonował: „Podporucznik Paderewski elegantuje się, goli, myje, świeżą wdziewa bieliznę, jakby się wybierał na bal. Skończywszy toaletę mówi: tak mogę już paść”. Pochowany we wspólnej mogile legionowej na cmentarzu w Bydlinie. Miejsce jego śmierci od 2012 r. oznacza głaz z pamiątkową tablicą.
Pośmiertnie został odznaczony: Krzyżem Niepodległości i dwukrotnie Krzyżem Walecznych.